# Citromsárga araszoló
A citromsárga araszoló (Opisthograptis luteolata) a rovarok (Insecta) osztályának lepkék (Lepidoptera) rendjébe, ezen belül az araszolók (Geometridae) családjába tartozó faj.

## Előfordulása
Az előfordulásai területe Eurázsiában, Afrika legészakibb részein, valamint az Arab-félsziget egyes részein van.

## Megjelenése
A citromsárga araszoló, az elterjedési területén összetéveszthetetlen más lepkefajokkal. A lepke színezete, sárga, de néha fehér is lehet. Elülső szárnyainak elülső részén, kis barna foltok vannak; egyes foltok középen fehérek. Szárnyfesztávolsága 33–46 milliméter. A hernyó barna vagy zöld, hátán egy „szarv” található.

## Életmódja
Ez a lepkefaj főleg éjjel repül, de néha nappal is látható. A hernyó tápláléka alma, nyírfa, kökény, ribiszke, galagonya, Prunus-fajok, berkenye, fanyarka (Amelanchier) és fűz.

## Szaporodása
A citromsárga araszoló bonyolult az életciklusa, mivel egyik évben, egy nemzedéke van; máskor pedig két év alatt három nemzedéke is lehet. Ilyenformán, a lepke áttelelhet imágó vagy hernyó állapotban is. Az imágó áprilistól októberig repülhet.

## Képek

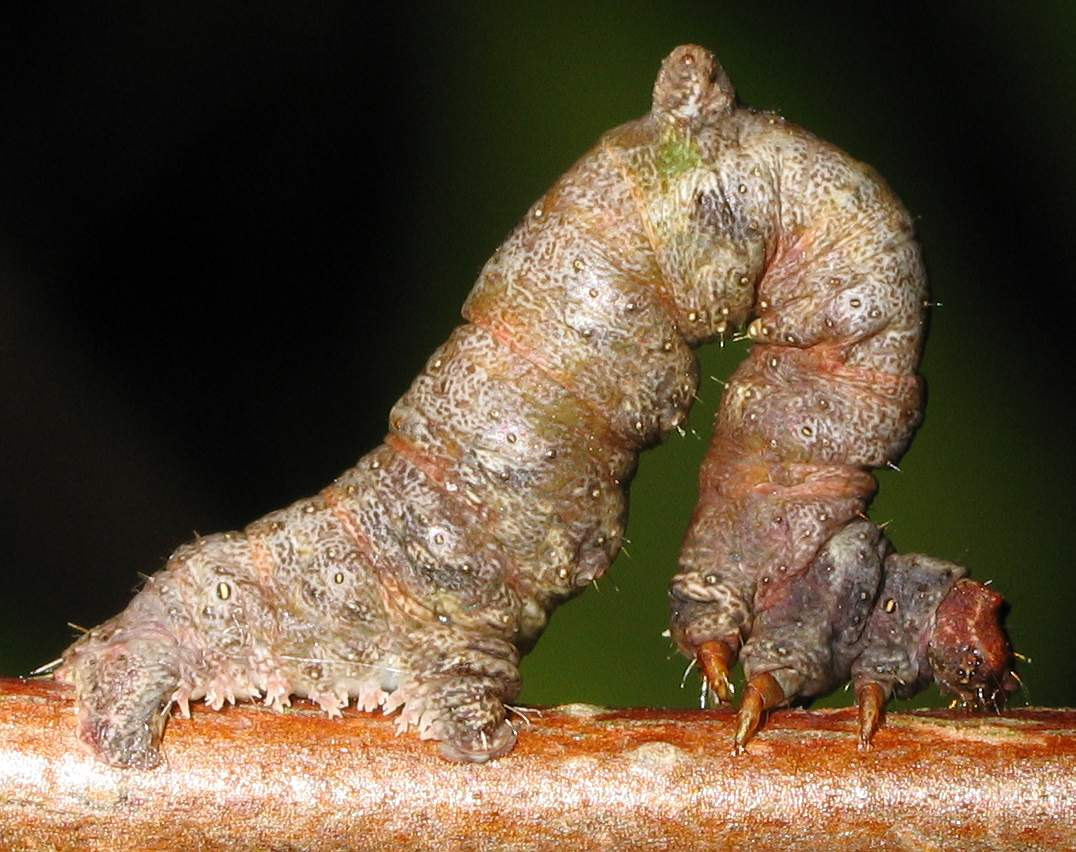
Barna hernyó
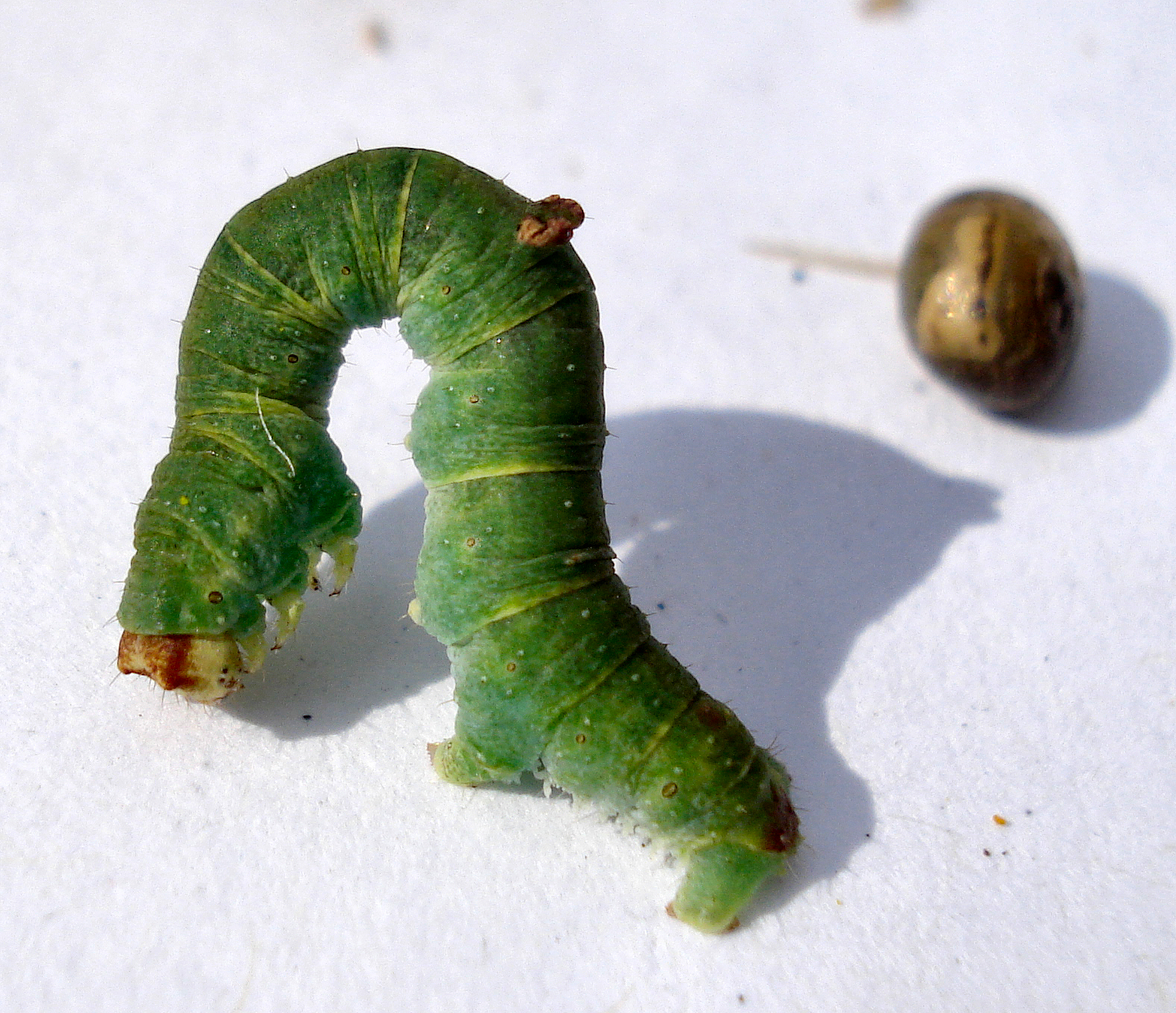
Zöld hernyó
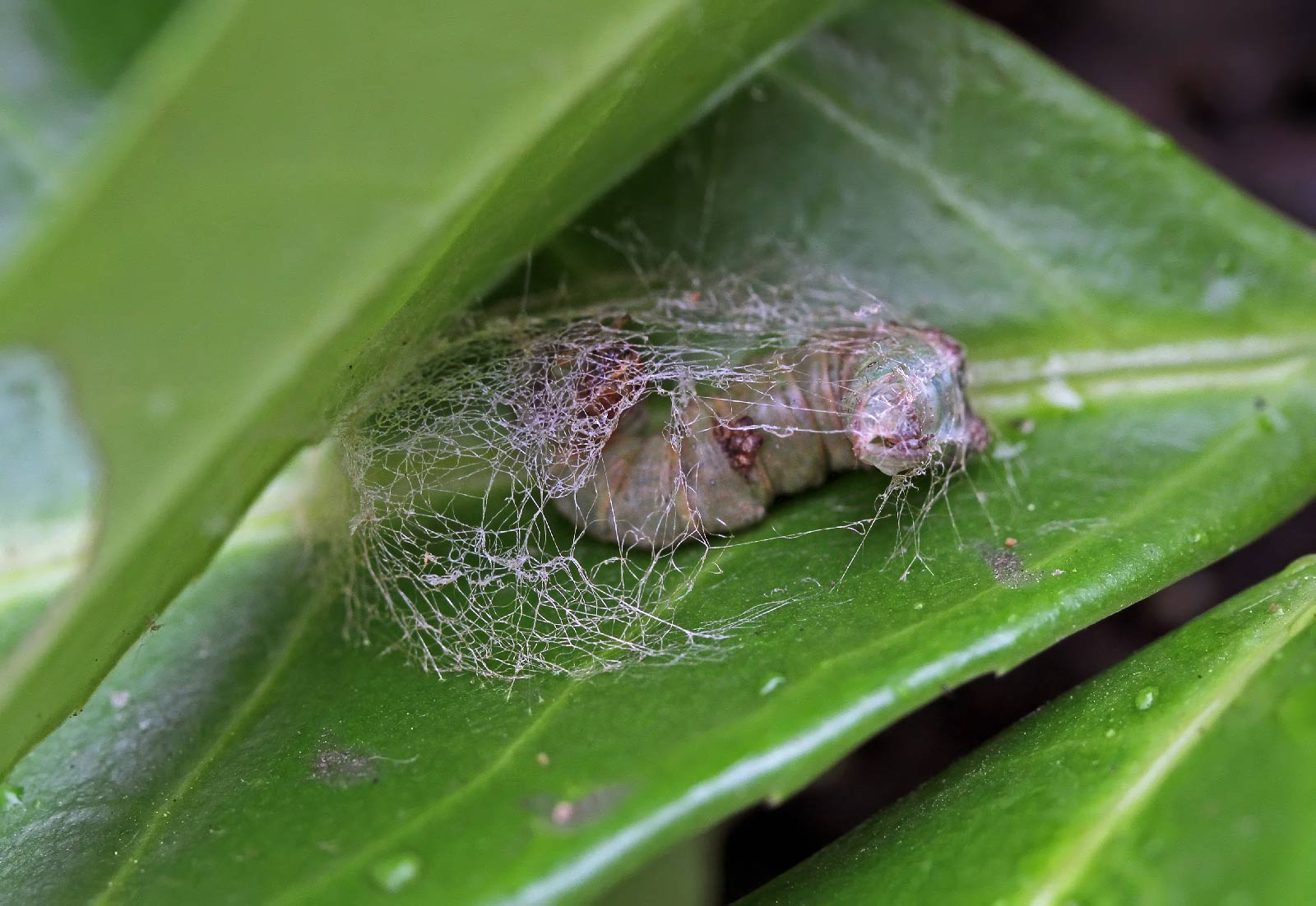
Hernyó bebábozás közben
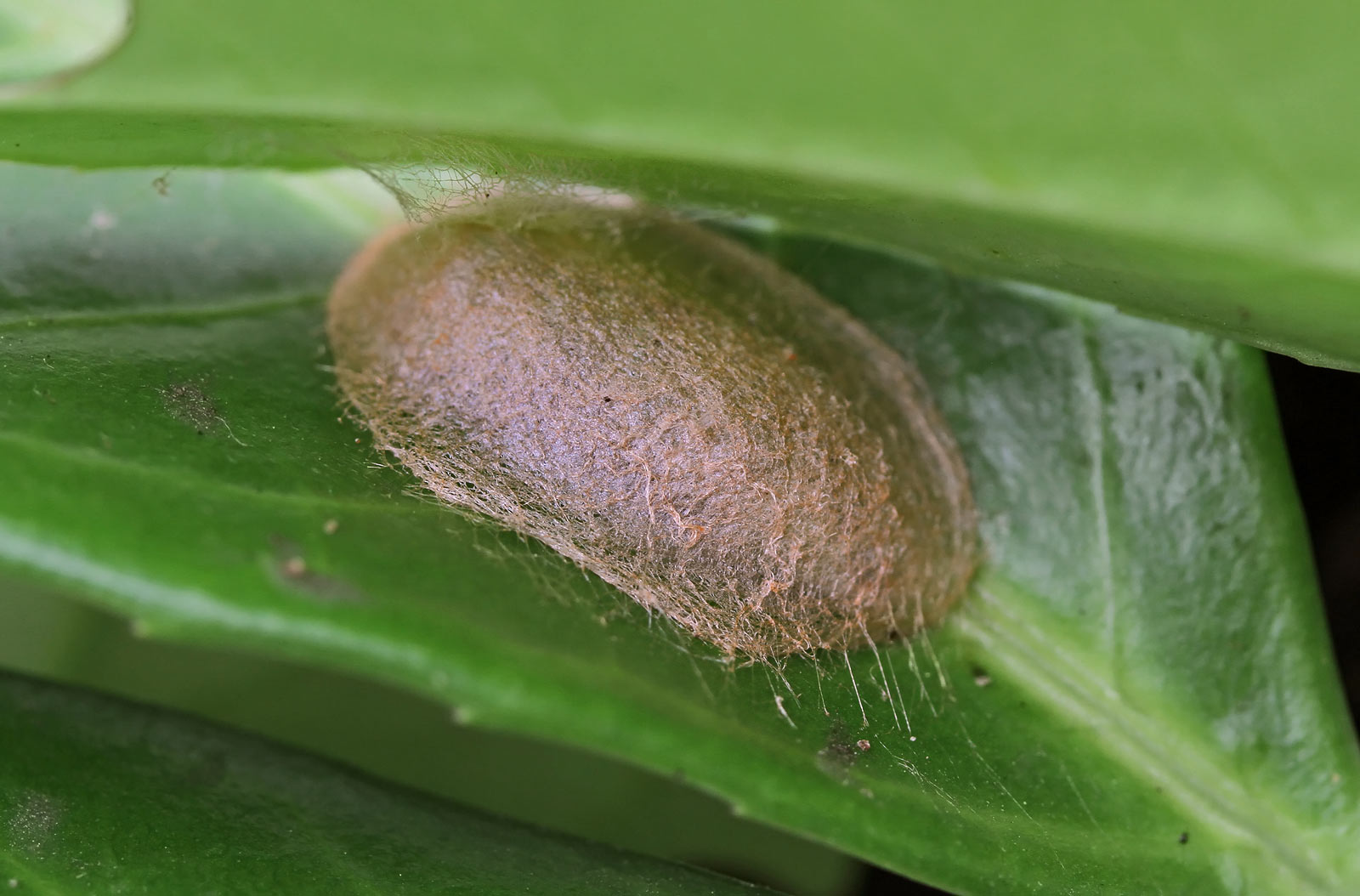
Báb
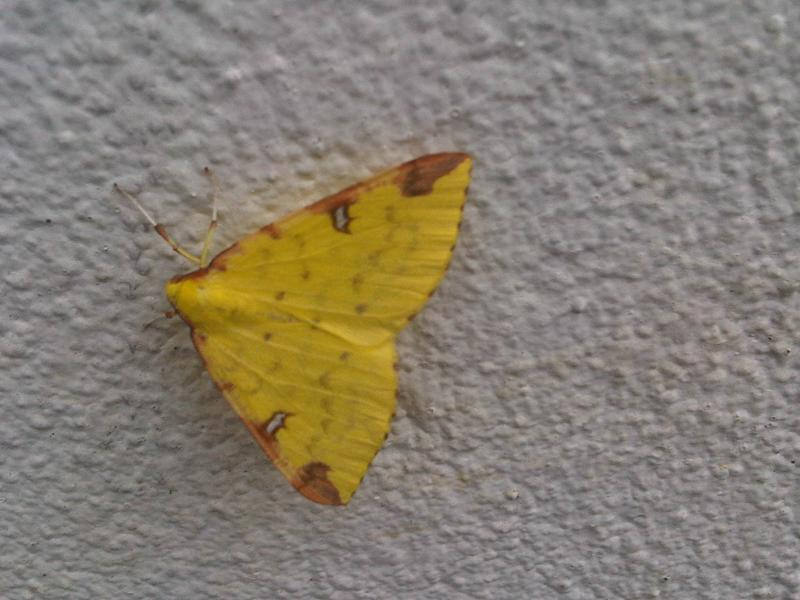
Sárga imágó leeresztett szárnnyal
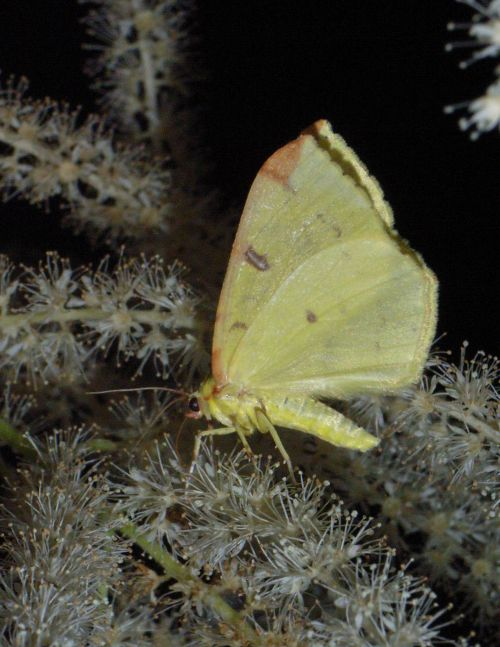
és felemelt szárnnyal
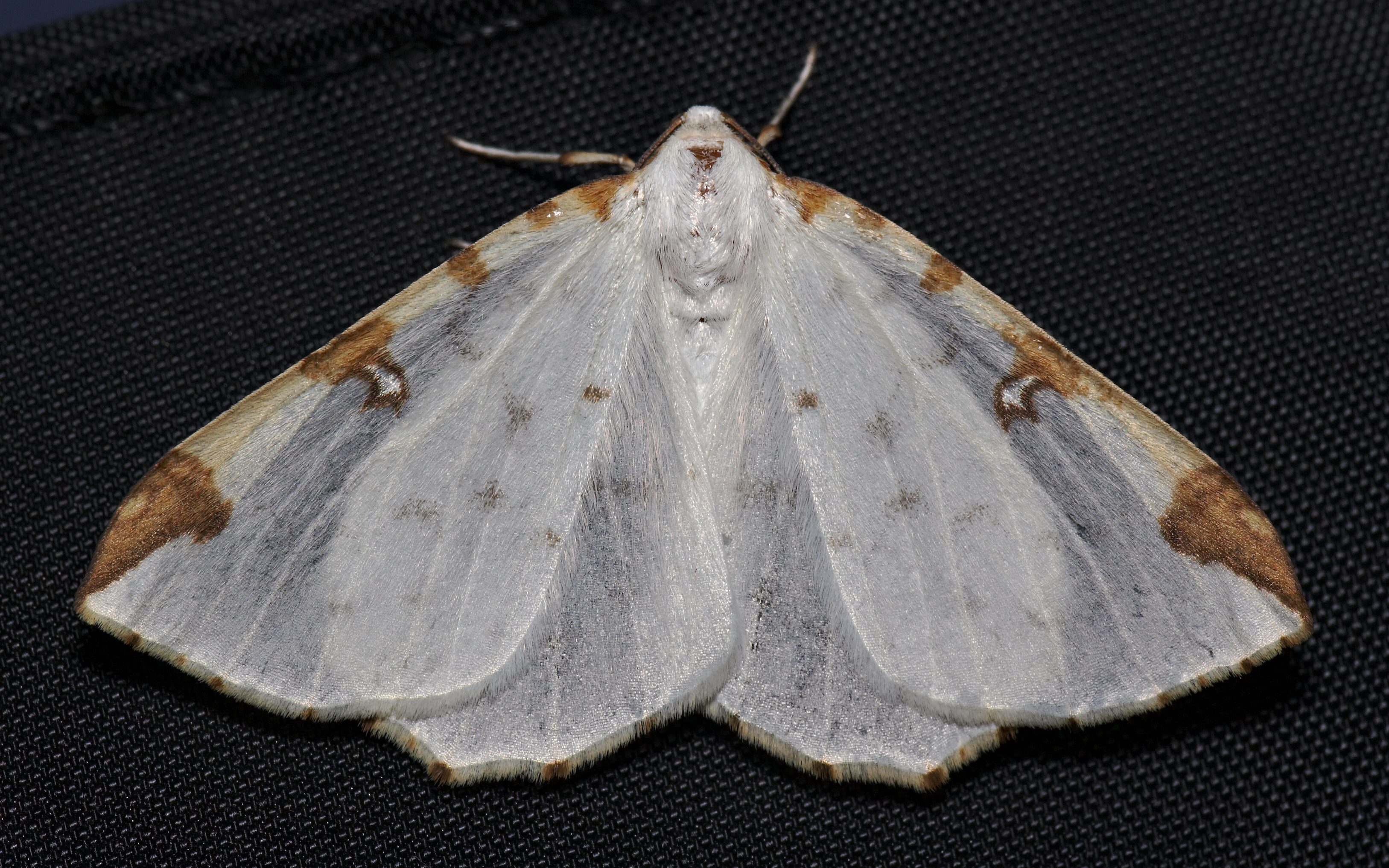
Fehér imágó

### Fordítás
- Ez a szócikk részben vagy egészben  a   Brimstone moth című angol Wikipédia-szócikk fordításán alapul.  Az eredeti cikk szerkesztőit annak laptörténete sorolja fel. Ez a jelzés csupán a megfogalmazás eredetét és a szerzői jogokat jelzi, nem szolgál a cikkben szereplő információk forrásmegjelöléseként.